# Parque pirenaico del arte prehistórico
El Parque pirenaico del arte prehistórico (en francés: Parc pyrénéen de l'art préhistorique) es un parque-museo dedicado a la prehistoria. Tiene como objetivo enseñar de forma lúdica y científica al público la vida y el arte de la gente del Magdaleniense a través de exposiciones y talleres de animación.

## Geografía
El parque está situado en el Pirineo francés en el departamento de Ariège cerca de la ciudad de Tarascon-sur-Ariège, una zona plagada de grutas con pinturas rupestres paleolíticas como la Gruta de Niaux, la Gruta de Bédeilhac o la Gruta de  Marsoulas. El parque forma parte de los Grandes Sitios de Mediodía-Pirineos.

## Secciones del parque

### El edificio del museo llamado “le Grand Atelier”
El interior del museo introduce en las pinturas rupestres y el Arte mueble de los principales sitios del paleolítico pirenaica francés por medio de maquetas, facsímiles y réplicas como el “Salón Negro” de la Gruta de Niaux y los frisos de la Gruta de Marsoulas, ambas inaccesibles al público.

### Los exteriores del museo
Se trata de un parque de 13 hectáreas salpicado de  estanques, cascadas, riachuelos, prados y árboles, atravesado por caminos temáticos para conocer mejor la vida cotidiana de los hombres del Magdaleniense.

## Jean Clottes
El prehistoriador Jean Clottes ha legado sus archivos científicos al museo.

## Galería de imágenes

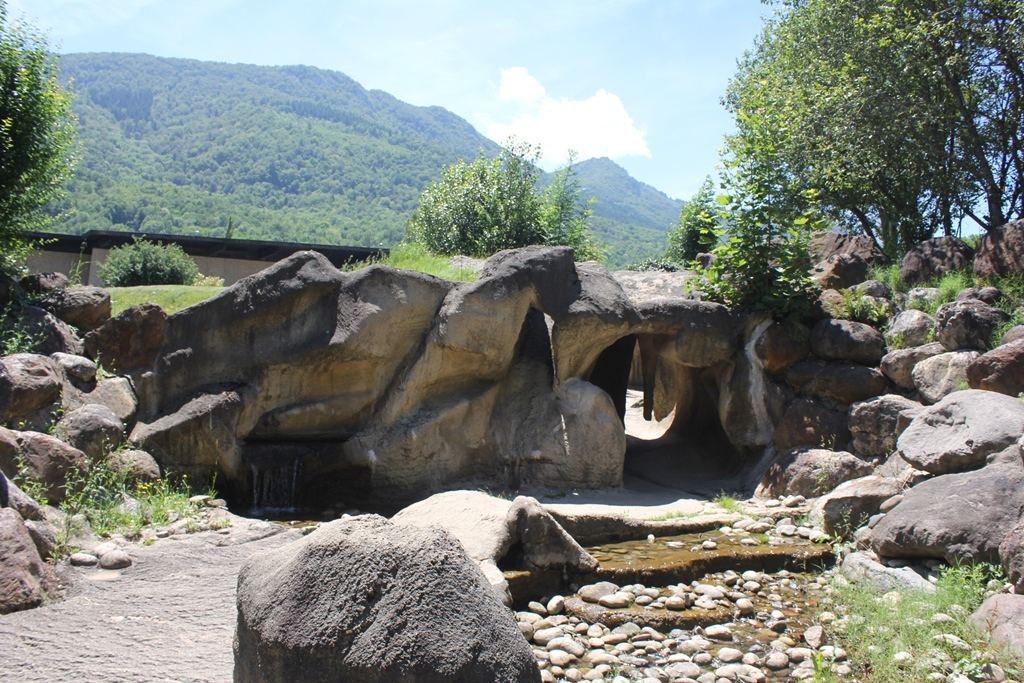
Riachuelo y cueva artificial
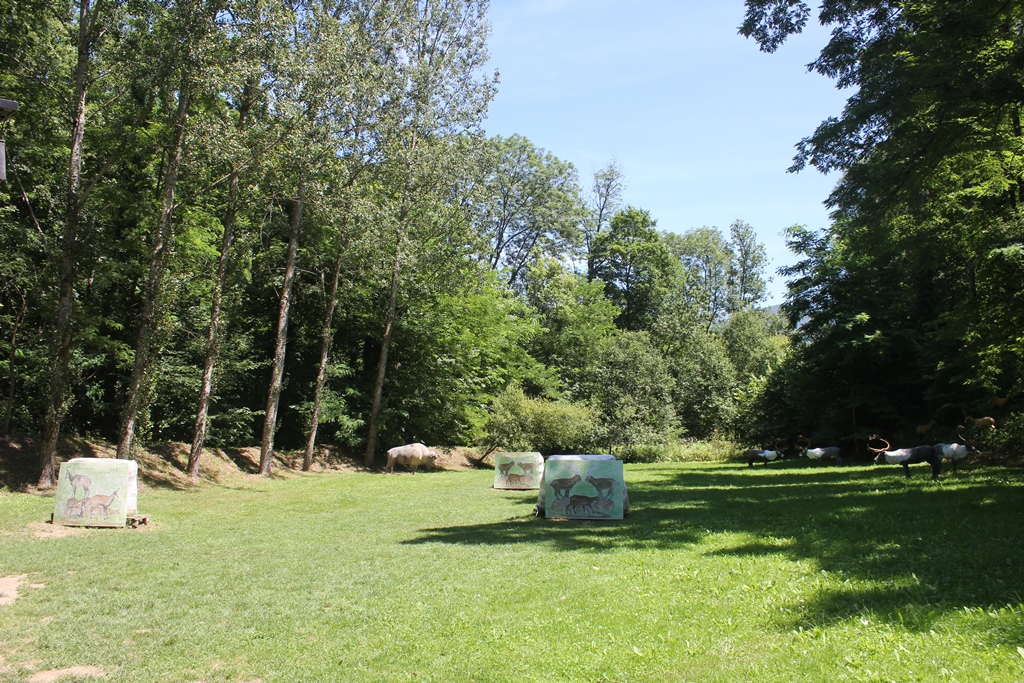
Fauna paleolítica en Europa
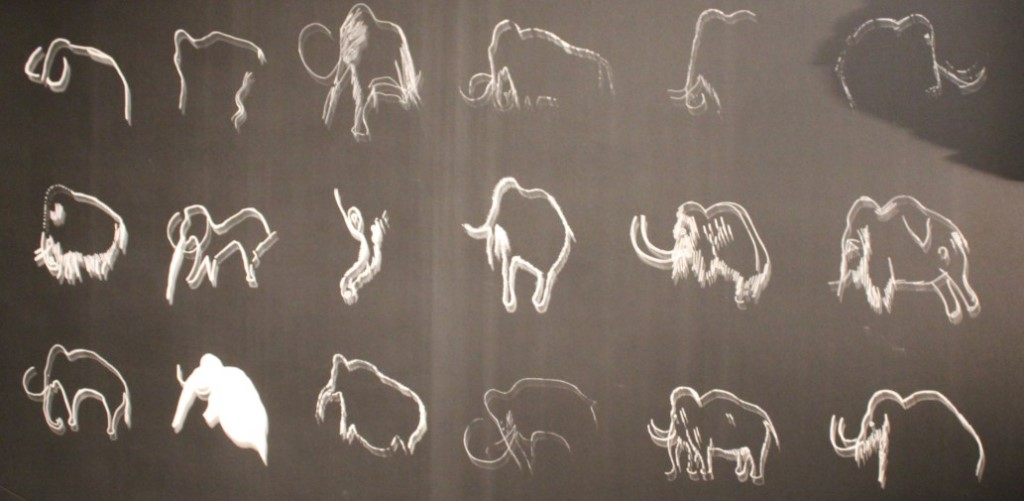
Estudio sobre el mamut lanudo